# Cvišlerji
Cvišlerji este o localitate din comuna Kočevje, Slovenia, cu o populație de 204 locuitori.